# Myróvrysi
Myróvrysi (Myrovrysi) är en ort i Grekland.   Den ligger i prefekturen Nomós Achaḯas och regionen Västra Grekland, i den centrala delen av landet, 160 km väster om huvudstaden Aten. Myróvrysi ligger 551 meter över havet och antalet invånare är 211.
Terrängen runt Myróvrysi är kuperad åt nordost, men åt sydväst är den bergig. Runt Myróvrysi är det ganska tätbefolkat, med 144 invånare per kvadratkilometer. Närmaste större samhälle är Patras, 19,4 km väster om Myróvrysi. 